# Кремінь (футбольний клуб)
Футбольний клуб «Кре́мінь» — український футбольний клуб з міста Кременчука Полтавської області. Заснований у 1959 році.
Півфіналіст Кубка України 1995/96.

## Колишні назви
- 1959: «Торпедо»
- 1960–1985: «Дніпро»
- 1986–2001: «Кремінь»
- з 2003 року: «Кремінь»

## Історія
В середині 1930-х років в Кременчуці існував футбольний клуб «Дзержинець», що брав участь в Кубку СРСР з футболу 1938 року.
У 1959 році за підтримки Кременчуцького заводу дорожніх машин була створена команда «Дніпро», яка достатньо успішно виступала в класі «Б». Команда брала участь в 10 чемпіонатах СРСР. У перших двох чемпіонатах команда займала останні місця в зонах, а потім «Дніпро» стає третім у фінальних турнірах українських команд класу «Б» і завойовує перепустку в 2 групу класу «А». Очолював колектив Борис Усенко, відомий в Україні фахівець. У класі «А» футболісти Кременчука провели один сезон. А в 1970 році команда припинила існування.
У середині 1980-х років, за допомогою автомобільного заводу, честь Кременчука став захищати «Кремінь». На базі футбольних колективів «Нафтовика» (КНПЗ) і СК КрАЗ було створено футбольний клуб «Кремінь». Готувати команду до сезону 1986 року було доручено головному тренеру Віктору Бересту та тренеру Леоніду Диндикову. Команда виступала в четверій зоні першості УРСР, посіла третє місце.
У 1988 році головним тренером став заслужений майстер спорту СРСР і заслужений тренер УРСР Віктор Фомін, старший тренер — Віктор Берест. У команду були запрошені гравці: О. Горбик («Металіст» Харків), М. Латиш («Динамо» Москва), В. Шельменко, Ю. Авраменко та інші.
«Кремінь» виграв чемпіонатах СРСР серед КФК. У 1988 році команда дебютувала у другій лізі чемпіонату СРСР.
У 1992 році з появою чемпіонату незалежної України «Кремінь» потрапляє в когорту найсильніших команд країни — вищу лігу. З 1992 по 1997 рік команда — незмінний учасник «вищолігових» змагань.
Лебединою піснею «Кременя» у вищій лізі стало друге коло сезону 1995/1996, коли команду тренував Валерій Яремченко, який привіз з «Шахтаря» Матвєєва, Ателькіна та Леонова. Результат став просто неймовірним — третє місце за підсумками матчів другого кола.
Потім же все поступово пішло шкереберть. Яремченко і донеччани залишили команду. «Кремінь» зіграв свій останній сезон у вищій лізі і покотився до першої, а потім і у другу лігу і в підсумку припинив своє існування. Результатом шести років у «вищій лізі» стали 54 перемоги, 40 нічийних результатів та 86 поразок, різниця забитих та пропущенних м'ячів 182:269 (-87).

### Відродження
23 жовтня 2003 року депутати Кременчуцької міської ради ухвалили рішення «Про створення комунального закладу фізичної культури і спорту „Міський футбольний клуб «Кремінь»“». Команда провела два переможні сезони в обласних змаганнях, і 3 серпня 2005 року МФК «Кремінь» отримав статус професійної команди, замінивши у другій лізі зняту зі змагань «Ворсклу-2».
У 2020 році в умовах, коли «Кремінь» перестав отримувати фінансування з міського бюджету, клуб змінив форму власності з комунальної на приватну.
Після завершення сезону 2024/25 клуб призупинив участь у змаганнях.

## Досягнення
Україна
Кубок України:
 Півфіналіст: 1995/96
Вища ліга чемпіонату України:
- 9 місце (2): 1992/93, 1995/96

Перша ліга чемпіонату України:
- 8 місце: 2022/23

Друга ліга чемпіонату України:
 Переможець: 2018/19
 Бронзовий призер (3): 2009/10, 2014/15, 2016/17
Чемпіонат Полтавської області:
 Переможець (2): 2004, 2005
Кубок Полтавської області:
 Володар: 2004
Кубок Віктора Пожечевського:
 Переможець: 2017
УРСР
- Чемпіонат УРСР:
  - Бронзовий призер: 1967

СРСР
- Чемпіонати СРСР:
  - 1965 рік — Клас «Б», 1 зона УРСР: 5 місце в турнірній таблиці. В стикових іграх футболісти стали 16 командою України у класі «Б»
  - 1/8 фіналу (2 зона УРСР): Фінал 19.09 «Дніпро» — «Авангард» (Жовті Води) 2:1
  - 1967 рік — Фінальний турнір команд Класу «Б», УРСР: 3 місце чемпіонату
  - 1968 рік — Чемпіонат СРСР, Клас «А», II група (2 підгрупа): 18 місце
  - 1969 рік — Клас «Б» (1 зона УРСР): 5 місце в зоні.

- Кубок СРСР 1966/1967 р. 1/16 фіналу: «Дніпро» (Кременчук) — «Динамо» (Київ) — 0:2

Статистика
На аматорському рівні
- Найбільша перемога — 13:0 над командою ФК «Пирятин» (2003/2004)
- Найбільша поразка — 0:2 від команди «Земляк» (Миргород) (2003/2004)[джерело?]

На професійному рівні
- Найбільша перемога — 8:0 над командою «Арсенал-Київщина» (Біла Церква) (2015/2016)
- Найбільша поразка — 1:6 у матчі із «Металургом-2» (Запоріжжя) (2005/2006)
- Суха домашня серія — 810 хвилин (сезон 2018/2019 — серія ще триває)[6]
- Переможна домашня серія — 8 матчів (кінець сезону 2016/2017 — середина 2018/2019)[7]

## Емблема

Емблема клубу у 1980-ті роки
Емблема у 2003—2021 роках
Емблема з 2021 року

## Статистика виступів
| Сезон   | Ліга                          | М                             | І                             | В                             | Н                             | П                             | ГЗ                            | ГП                            | О                             | Кубок України                 | Примітка                         |
| ------- | ----------------------------- | ----------------------------- | ----------------------------- | ----------------------------- | ----------------------------- | ----------------------------- | ----------------------------- | ----------------------------- | ----------------------------- | ----------------------------- | -------------------------------- |
| 1992    | Вища                          | 7 з 10                        | 18                            | 4                             | 8                             | 6                             | 17                            | 23                            | 16                            | 1/8 фіналу                    | Група A                          |
| 1992–93 | Вища                          | 9 з 16                        | 30                            | 8                             | 11                            | 11                            | 23                            | 40                            | 27                            | 1/8 фіналу                    |                                  |
| 1993–94 | Вища                          | 15 з 18                       | 34                            | 9                             | 8                             | 17                            | 26                            | 39                            | 26                            | 1/4 фіналу                    |                                  |
| 1994–95 | Вища                          | 10 з 18                       | 34                            | 12                            | 6                             | 16                            | 42                            | 54                            | 42                            | 1/8 фіналу                    |                                  |
| 1995–96 | Вища                          | 9 з 18                        | 34                            | 14                            | 4                             | 16                            | 46                            | 56                            | 46                            | 1/2 фіналу                    |                                  |
| 1996–97 | Вища                          | 15 з 16                       | 30                            | 7                             | 3                             | 16                            | 28                            | 57                            | 24                            | 1/8 фіналу                    | Пониження                        |
| 1997–98 | Перша                         | 14 з 22                       | 42                            | 16                            | 7                             | 19                            | 55                            | 53                            | 45                            | 1/32 фіналу                   |                                  |
| 1998–99 | Перша                         | 17 з 20                       | 38                            | 11                            | 7                             | 20                            | 34                            | 63                            | 40                            | 1/16 фіналу                   | Пониження                        |
| 1999–00 | Друга                         | 6 з 14                        | 26                            | 14                            | 1                             | 14                            | 37                            | 39                            | 43                            | 1/8 фіналу                    | Група В, клуб розформовано       |
| 2000–03 | Не виступав                   | Не виступав                   | Не виступав                   | Не виступав                   | Не виступав                   | Не виступав                   | Не виступав                   | Не виступав                   | Не виступав                   | Не виступав                   | Не виступав                      |
| 2004    | Чемпіонат Полтавської області | Чемпіонат Полтавської області | Чемпіонат Полтавської області | Чемпіонат Полтавської області | Чемпіонат Полтавської області | Чемпіонат Полтавської області | Чемпіонат Полтавської області | Чемпіонат Полтавської області | Чемпіонат Полтавської області | Чемпіонат Полтавської області | Чемпіонат Полтавської області    |
| 2005    | Чемпіонат Полтавської області | Чемпіонат Полтавської області | Чемпіонат Полтавської області | Чемпіонат Полтавської області | Чемпіонат Полтавської області | Чемпіонат Полтавської області | Чемпіонат Полтавської області | Чемпіонат Полтавської області | Чемпіонат Полтавської області | Чемпіонат Полтавської області | Чемпіонат Полтавської області    |
| 2005–06 | Друга                         | 9 з 13                        | 24                            | 9                             | 6                             | 9                             | 22                            | 34                            | 33                            | 1/64 фіналу                   | Група В                          |
| 2006–07 | Друга                         | 14 з 16                       | 28                            | 6                             | 7                             | 15                            | 20                            | 35                            | 25                            | 1/32 фіналу                   | Група Б                          |
| 2007–08 | Друга                         | 8 з 18                        | 34                            | 14                            | 8                             | 12                            | 49                            | 46                            | 50                            | 1/32 фіналу                   | Група Б                          |
| 2008–09 | Друга                         | 14 з 18                       | 34                            | 10                            | 7                             | 17                            | 43                            | 52                            | 34                            | 1/32 фіналу                   | –3 Група Б                       |
| 2009–10 | Друга                         | 2 з 14                        | 26                            | 15                            | 9                             | 2                             | 41                            | 21                            | 54                            | 1/64 фіналу                   | Група Б                          |
| 2010–11 | Друга                         | 3 з 12                        | 22                            | 13                            | 4                             | 5                             | 37                            | 20                            | 43                            | 1/8 фіналу                    | Група Б                          |
| 2011–12 | Друга                         | 5 з 14                        | 26                            | 16                            | 3                             | 7                             | 34                            | 23                            | 51                            | 1/16 фіналу                   | Група Б                          |
| 2012–13 | Друга «Б»                     | 5 з 13                        | 24                            | 12                            | 7                             | 5                             | 39                            | 21                            | 43                            | 1/16 фіналу                   | Перший етап                      |
| 2012–13 | Друга «2»                     | 5 з 6                         | 10                            | 0                             | 7                             | 3                             | 7                             | 10                            | 7                             | 1/16 фіналу                   | Другий етап, група за підвищення |
| 2013–14 | Друга                         | 6 з 19                        | 36                            | 19                            | 7                             | 10                            | 54                            | 28                            | 64                            | 1/32 фіналу                   |                                  |
| 2014–15 | Друга                         | 3 з 10                        | 27                            | 14                            | 6                             | 7                             | 50                            | 30                            | 48                            | 1/16 фіналу                   |                                  |
| 2015–16 | Друга                         | 8 з 14                        | 26                            | 11                            | 7                             | 8                             | 43                            | 31                            | 40                            | 1/32 фіналу                   |                                  |
| 2016–17 | Друга                         | 3 з 17                        | 32                            | 21                            | 5                             | 6                             | 67                            | 29                            | 68                            | 1/32 фіналу                   | Підвищення                       |
| 2017–18 | Перша                         | 16 з 18                       | 34                            | 9                             | 5                             | 20                            | 25                            | 54                            | 32                            | 1/64 фіналу                   | Пониження                        |
| 2018–19 | Друга                         | 1 з 10                        | 27                            | 18                            | 7                             | 2                             | 48                            | 17                            | 61                            | 1/32 фіналу                   | Група Б. Підвищення              |
| 2019–20 | Перша                         | 13 з 16                       | 30                            | 7                             | 6                             | 17                            | 35                            | 57                            | 27                            | 1/16 фіналу                   |                                  |
| 2020–21 | Перша                         | 15 з 16                       | 30                            | 6                             | 6                             | 18                            | 23                            | 50                            | 24                            | 1/64 фіналу                   |                                  |
| 2021–22 | Перша                         | 16 з 16                       | 20                            | 4                             | 1                             | 15                            | 16                            | 43                            | 13                            | 1/32 фіналу                   | [ 10 ]                           |
| 2022–23 | Перша                         | 3 з 8                         | 14                            | 6                             | 3                             | 5                             | 28                            | 24                            | 21                            | не проводився                 | Перший етап. Група Б             |
| 2022–23 | Перша                         | 8 з 8                         | 14                            | 1                             | 4                             | 9                             | 11                            | 31                            | 7                             | не проводився                 | Другий етап. Чемпіонська група   |
| 2023–24 | Перша                         | 18 з 20                       | 28                            | 6                             | 7                             | 15                            | 20                            | 48                            | 25                            | 1/64 фіналу                   |                                  |
| 2024–25 | Перша                         | 17 з 18                       | 24                            | 3                             | 5                             | 16                            | 14                            | 45                            | 14                            | 1/64 фіналу                   | Пониження                        |